# Mănăstirea Grăjdeni
Mănăstirea Grăjdeni este o mănăstire ortodoxă din România situată în satul Grăjdeni, județul Vaslui. Biserica mănăstirii este clasată ca monument istoric, cod LMI VS-II-m-B-06802.